# Shenandoah, Texas
Shenandoah là một thành phố thuộc quận Montgomery, tiểu bang Texas, Hoa Kỳ. Năm 2010, dân số của xã này là 2134 người.

## Dân số
- Dân số năm 2000: 1503 người.
- Dân số năm 2010: 2134 người.